# レオン・クーパー
レオン・ニール・クーパー（Leon Neil Cooper、1930年2月28日 - 2024年10月23日）は、アメリカの物理学者。1972年にノーベル物理学賞を受賞した。

## 略歴
ニューヨーク市生まれ。ユダヤ系。コロンビア大学で、学士、修士、博士号、1954年を取得し、プリンストン高等研究所(Institute for Advanced Study) (1954-55)で研究。バーディーンに招かれ、イリノイ大学研究員(1955-57)として26歳のときにクーパーペア(en)を発見し、超伝導の解明を行う。その後オハイオ州立大学で教鞭をとり、1958年にはブラウン大学に移り准教授になる。1962年に同大学教授となる。
1957年、ジョン・バーディーン、ロバート・シュリーファーとともに超伝導を説明するための微視的理論（BCS理論）を提唱した。超伝導は1911年にヘイケ・カメルリング・オネスによって発見され、多くの研究者の注目を浴びた。その後、数多くの実験的、理論的研究がなされていたが、実験面では多くの成果が得られた反面、理論的な面での解明は遅々として進まずにいた。しかし、46年後のBCS理論によって一応の決着をみることができた。
超伝導状態を実現するためには電子系が何らかの凝集状態にある必要がある。BCS理論では電子-格子相互作用を介して電子同士がフォノンを交換することによって、電子同士に引力が働くと考える。この引力によって生じる電子対をクーパー対（クーパーペア）と言う。
1968年にクーパーとともにコムストック物理学賞を受賞。1972年、BCS理論の功績が認められて、バーディーン、クーパー、シュリーファーの3名に対し、ノーベル物理学賞が授与された。
クーパーはその後ニューラルネットの研究に移った。
2024年10月23日、プロビデンスの自宅で死去。94歳没。